# Liviu Ciulei
Liviu Ciulei (Ioan Liviu; n. 7 iulie 1923, București, România – d. 25 octombrie 2011, München, Germania) a fost regizor, actor, scenograf, arhitect și profesor universitar român. A fost artist emerit (1957).

## Biografie
A fost nepot al unor săteni din Rusca (la circa 5 km de Huși, pe drumul către „Cantemir”). Este rudă cu scriitorii Aurel Ciulei și Emil Ciulei. A studiat teatrul la Conservatorul Regal de Muzică și Teatru din București (1946), apoi Facultatea de Arhitectură (pe care a absolvit-o în 1949). A debutat ca actor în 1945, la Teatrul Mic în piesa Încătușarea, după piesa "Animal Kingdom" scrisă de Philip Barry iar la Teatrul „Odeon“ a jucat pentru prima oară rolul lui Puck din Visul unei nopți de vară de William Shakespeare, în 1946, după absolvirea Conservatorului. Tot în 1946 a debutat și ca scenograf, punând în scenă piesa lui George Marcovici, Povestea munților. Ulterior s-a alăturat echipei Teatrului Municipal din București, (mai târziu numit Teatrul „Bulandra”), unde a debutat ca regizor în 1957, punând în scenă Omul care aduce ploaia de Richard Nash. În 1951 a debutat în cinematografie cu rolul lui Dumitru Scăpău din pelicula În sat la noi avându-i ca regizori pe Jean Georgescu și Victor Iliu. În 1961 a devenit celebru pentru o punere în scenă total originală a piesei Cum vă place a lui Shakespeare. A mai montat, printre altele: Opera de trei parale (Bertolt Brecht), O scrisoare pierdută (Ion Luca Caragiale), Azilul de noapte (Maxim Gorki), Leonce și Lena (Georg Büchner), Elisabeta I (Paul Foster).
A fost peste 10 ani director artistic al Teatrului „Bulandra”, între anii 1963 și 1974, de unde a fost îndepărtat de cenzura comunistă în urma scandalului cu premiera Revizorul, montată de Lucian Pintilie, care a fost interzisă de a mai fi reprezentată după doar câteva spectacole. Sub conducerea sa, Teatrul „Bulandra” devenise cea mai importantă instituție teatrală a vremii, nu doar în România, acolo lucrând practic în același timp, marii regizori de teatru David Esrig, Lucian Pintilie și Radu Penciulescu.

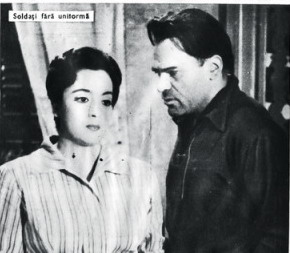
Lica Gheorghiu și Liviu Ciulei în Soldați fără uniformă (1963)

În perioada regimului comunist, Liviu Ciulei a fost urmărit și denunțat la Securitate de către Ion Besoiu și a avut reclamații făcute de către Radu Beligan la aceeași instituție. Liviu Ciulei a debutat în SUA în 1974, la Arena Stage din Washington D.C.
A părăsit România în anul 1980 și a lucrat în multe țări din Europa, precum și în Statele Unite ale Americii, Canada și Australia. A fost director artistic al Teatrului „Tyrone Guthrie” din Minneapolis, Minnesota (Statele Unite), iar din 1986, profesor de teatru la Universitatea Columbia și Universitatea din New York din orașul New York. S-a întors în țară după 1989, regizând o serie de piese celebre. A fost numit Director de Onoare al Teatrului „Bulandra”.
A realizat scenografia a 125 de spectacole.
Ca arhitect, în afara scenografiilor majorității pieselor regizate de el, Liviu Ciulei a contribuit la reconstrucția auditoriului Teatrului „Bulandra”, precum și a altor teatre, ca sălile Studio ale teatrelor din Târgu Mureș și Pitești.
A fost căsătorit cu marea actriță Clody Berthola, cu scenografa Ioana Gǎrdescu și cu jurnalista Helga Reiter. Fiul celei de-a treia soții (al unui scriitor din fosta RDG), regizorul Thomas Ciulei, a devenit fiul lui adoptiv. 
Trupul său a fost incinerat.

## Regie de teatru
- Clipe de viață, de William Saroyan, regia artistică

### LaTeatrul „Bulandra”/ Municipal
- Nebuna din Chaillot, de Jean Giraudoux (1957)[22]
- "Omul care aduce ploaia", de Richard Nash (1957)
- "Azilul de noapte", de Maxim Gorki (1958)
- "Sfânta Ioana", de George Bernard Shaw (1958)
- "Cum vă place", de William Shakespeare (1961)
- "Intrigă și iubire", de Friedrich Schiller (1965)
- "Opera de trei parale", de Bertolt Brecht (1969)
- "Leonce și Lena", de Georg Büchner (1970)
- "Play Strindberg", de Friedrich Dürrenmatt (1971)
- "O scrisoare pierdută", de Ion Luca Caragiale
- "Macbeth", de William Shakespeare
- "Furtuna", de William Shakespeare
- "Moartea lui Danton", de Georg Büchner
- "Visul unei nopți de vară", de William Shakespeare (1991)
- Deșteptarea primăverii (1991)
- "Hamlet", de William Shakespeare (2000)
- "Șase personaje în căutarea unui autor", de Luigi Pirandello (2005)
- "Henric al IV-lea", de Luigi Pirandello (2005)

### LaGuthrie Theatre
- "Cum vă place", de William Shakespeare (1981)
- "Eve of Retirement", de Thomas Bernhard (1981)
- "Furtuna", de William Shakespeare (1981)
- "Peer Gynt", de Henrik Ibsen (1982)
- "Requiem for a Nun", de William Faulkner (1982)
- "Threepenny Opera", de Bertolt Brecht și Kurt Weill (1983)
- "Twelfth Night", de William Shakespeare (1984)
- "Three Sisters", de Anton Cehov (1984)
- "Visul unei nopți de vară", de William Shakespeare (1985)
- "The Bacchae", de Euripide (1987)
- "The Broken Jug", de Heinrich von Kleist (1994)

## Filmografie

### Actor
- În sat la noi, (1951)
- Nepoții gornistului, (1953)
- Răsare soarele, (1954)
- Alarmă în munți, (1955)
- Valurile Dunării (1960)
- Soldați fără uniformă, (1960)
- Cerul n-are gratii, (1962)
- Pădurea spînzuraților (1965), ecranizare după romanul Pădurea spânzuraților al scriitorului Liviu Rebreanu.
- Facerea lumii (1971)
- Decolarea, (1971)
- Ceața, (1973)
- Dragostea începe vineri (1973)
- Mușchetarul român (1975)
- Mastodontul (1975)
- Falansterul (1979)

### Regizor
- La „Moara cu noroc” (1957) - regizor secund
- Erupția (1957)
- Valurile Dunării (1960)
- Pădurea spînzuraților (1965)
- O scrisoare pierdută (spectacol TV, 1982)

### Scenarist
- Mitrea Cocor (1952, în colaborare cu Mircea Bodianu și Paul Bortnovschi, regizori: Victor Iliu și Marietta Sadova)
- Nepoții gornistului (1953, în colaborare cu Mircea Bodianu și Paul Bortnovschi, regia lui Dinu Negreanu)
- Răsare soarele (1954, în colaborare cu Mircea Bodianu și Paul Bortnovschi, regia lui Dinu Negreanu)
- Pasărea furtunii (1957, regia lui Dinu Negreanu)

### Scenograf
- Facerea lumii (1971, regia lui Gheorghe Vitanidis)

## Cărți
- Cu gânduri și cu imagini, 2009 [23]

## Premii, ordine și distincții
- Ordinul Muncii clasa a III-a (26 august 1954) „pentru merite deosebite în realizarea filmelor «Nepoții Gornistului» și «Răsare soarele» (Nepoții Gornistului seria a II-a)”[24]
- titlul de Artist emerit al Republicii Populare Romîne (30 decembrie 1957) „cu prilejul împlinirii a 10 ani de la proclamarea Republicii Populare Romîne și pentru merite deosebite în activitatea cultural-artistică”[25]
- Ordinul Muncii clasa a II-a (10 august 1964) „pentru merite deosebite în opera de construire a socialismului, cu prilejul celei de a XX-a aniversări a eliberării patriei”[26]
- Ordinul „Meritul Cultural” clasa a II-a (6 noiembrie 1967) „pentru merite deosebite în domeniul artei dramatice”[27]
- Ordinul „Meritul Cultural” clasa I (20 aprilie 1971) „pentru merite deosebite în opera de construire a socialismului, cu prilejul aniversării a 50 de ani de la constituirea Partidului Comunist Român”[28]
- Premiul pentru regie, la Festivalul de la Cannes, 1965, pentru filmul Pădurea spânzuraților
- Globul de Cristal, Karlovy Vary, 1969, pentru filmul Valurile Dunării
- Premiul UNITER, 1996
- Premiul de Excelență UNITER, 2001[29]
- Premiul de Excelență în cinematografia română, 2002
- Membru de onoare al Ordinului Arhitecților, 2006
- Premiul „Tony”[30][31]

### Articole biografice
- Liviu Ciulei a pus piloni rezistenți teatrului, 31 decembrie 2011, MARIA SARBU, Jurnalul Național
- Liviu Ciulei, sabotor ideologic, 19 septembrie 2006, Ion Cristoiu, Jurnalul Național
- A dispărut un creator fără egal, 25 octombrie 2011, Monica Andronescu, Adevărul
- Ciulei – 85 de ani, 7 iulie 2008, Maria Sarbu, Jurnalul Național

### Interviuri
- Liviu Ciulei, regizor: „Fiecare spectacol al meu a fost diferit“, 18 ianuarie 2011, Adevărul
- en  Articol New York Times